# TR-1 Temp
TR-1 Temp (tiếng Nga: Темп-С, Temp-S, dịch nghĩa: 'Tốc độ') là một loại tên lửa đạn đạo chiến trường cơ động được Liên Xô phát triển và triển khai trong thời kỳ Chiến tranh Lạnh. Tên lửa này có tên định danh NATO là SS-12 Scaleboard, mã định danh công nghiệp là 9M76 và mã GRAU là 9К76. Đối với phiên bản sửa đổi của TR-1, ban đầu NATO nhận định đây là thiết kế mới và đặt tên định danh là SS-22, nhưng sau đó họ nhận ra rằng nó chỉ là một biến thể của bản gốc nên vẫn giữ nguyên tên gọi Scaleboard. Quân đội Liên Xô bắt đầu sử dụng TR-1 vào thập niên 1960.
TR-1 có tính cơ động cao trên chiến trường và có khả năng mang đầu đạn hạt nhân. Nó sử dụng cùng một loại xe phóng tự hành (MAZ-543) với tên lửa R-17 Elbrus, nhưng TR-1 được đặt trong một lớp vỏ kim loại giúp bảo vệ đạn tên lửa khỏi các tác động môi trường, và khi sẵn sàng khai hỏa, lớp vỏ sẽ mở ra bằng cách tách đôi ở giữa. Tất cả TR-1 đều đã ngừng hoạt động vào năm 1988–1989 vì hiệp ước Lực lượng hạt nhân tầm trung cấm loại vũ khí này.

## Quốc gia sử dụng
Liên Xô
- Quân đội Liên Xô là lực lượng duy nhất sử dụng TR-1 Temp và đã triển khai nó tại các quốc gia thuộc Khối Warszawa, ví dụ như Hranice (khu vực quân sự Libava) ở Tiệp Khắc (39 tên lửa), còn ở Đông Đức gồm có Königsbrück (19 tên lửa), Bischofswerda (8 tên lửa), Waren (22 tên lửa), và Wokuhl (5 tên lửa).[2] Tầm bắn có thể bao phủ toàn bộ lãnh thổ Tây Đức, một số khu vực thuộc vùng Scandinavia, Pháp và Hà Lan.